# Bachia bicolor
Bachia bicolor är en ödleart som beskrevs av Cope 1896. Bachia bicolor ingår i släktet Bachia och familjen Gymnophthalmidae. Inga underarter finns listade.
Arten förekommer i Colombia och västra Venezuela. Honor lägger ägg.